# Urs Niggli

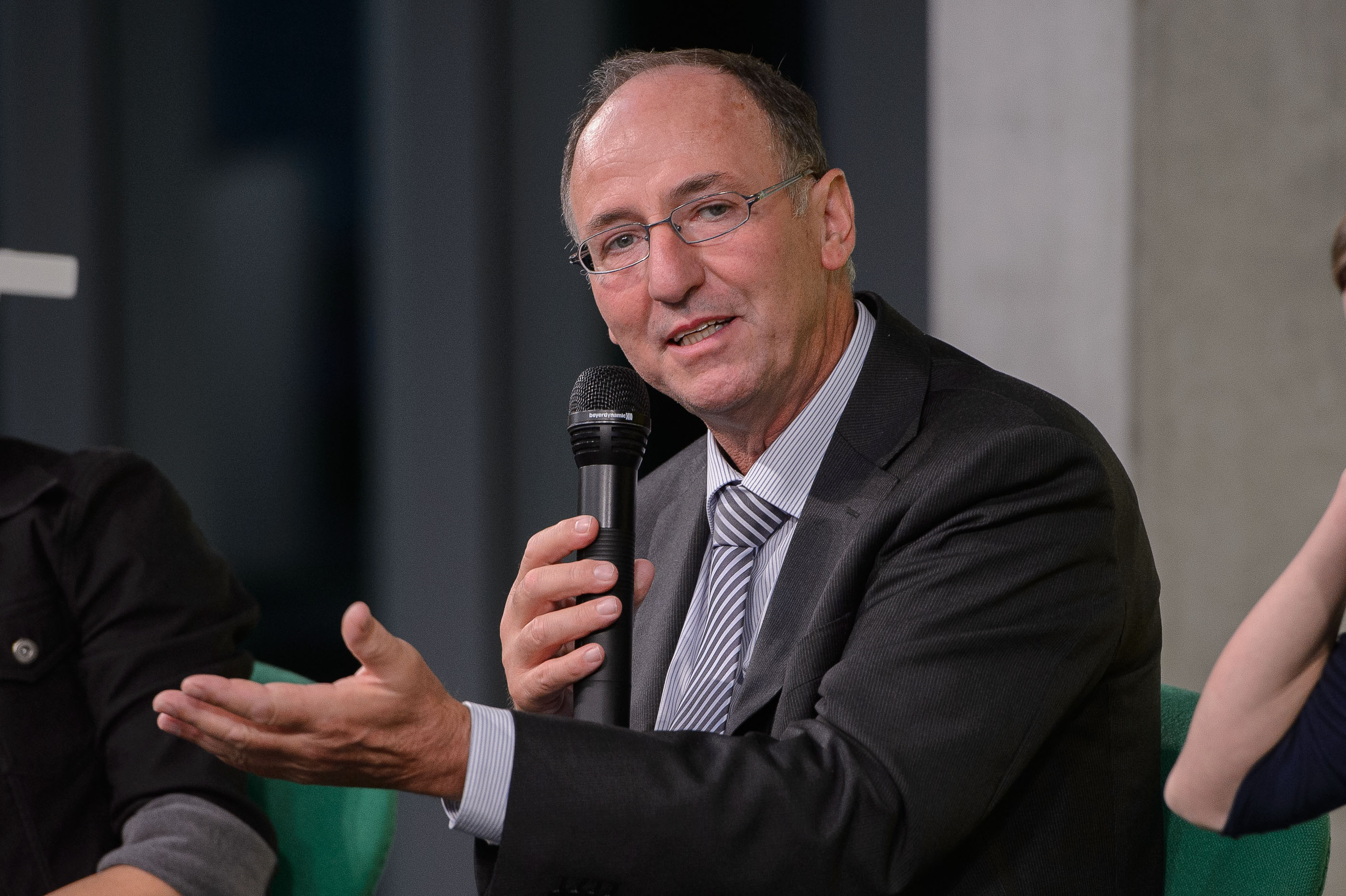
Urs Niggli, 2013

Urs Niggli (* 6. August 1953 in Olten, Kanton Solothurn, Schweiz) ist ein Schweizer Agrarwissenschaftler und Vordenker des biologischen Landbaus. Von 1990 bis März 2020 leitete er das Forschungsinstitut für biologischen Landbau (FiBL) im aargauischen Frick.

## Ausbildung und Werdegang
Aufgewachsen in Wolfwil, Kanton Solothurn, besuchte Niggli die Kantonsschule Olten und die Alte Kantonsschule Aarau. Nach dem Studium der Agrarwissenschaften an der Eidgenössischen Technischen Hochschule (ETH) Zürich forschte er von 1980 bis 1982 an der Eidgenössischen Forschungsanstalt für Pflanzenbau (FAP) in Zürich-Reckenholz (heute: Agroscope) zum Thema Unkraut. Danach promovierte er bei Josef Nösberger zum Thema Unkrautphysiologie und -ökologie; die Dissertation schloss er 1985 ab. Von 1985 bis 1989 leitete er die Fachgruppe Unkrautbiologie an der Eidgenössischen Forschungsanstalt für Obst-, Wein- und Gartenbau (FAW) Wädenswil (heute Agroscope). Von 1990 bis März 2020 war er Direktor des Forschungsinstituts für biologischen Landbau (FiBL) in Frick. Er ist Präsident des von ihm im April 2020 gegründeten Instituts für Agrarökologie. Auch ist er Obmann von FiBL Österreich.
Er ist der Vater von Jeremias Niggli.

## Leitung des Forschungsinstituts für biologischen Landbau (FiBL)
Als Direktor des Forschungsinstituts für biologischen Landbau (FiBL) war Niggli für dessen administrative und finanzielle Leitung, die strategische Ausrichtung und Positionierung von FiBL weltweit, die wissenschaftliche Gesamtkoordination und die Pflege von nationalen und internationalen Kontakten sowie das Fundraising zuständig. Unter seiner Leitung stieg die Zahl der Mitarbeitenden am FiBL Schweiz von 20 im Jahr 1990 auf heute fast 200 (Stand 2018).
In diesem Zeitraum erfolgte der Ausbau des Instituts zur international renommierten Forschungseinrichtung; so kann das FiBL heute eine Beteiligung an über 50 Projekten der Forschungsrahmenprogramme der Europäischen Union ausweisen sowie an zahlreichen weiteren Projekten, zum Beispiel solchen des Schweizerischen Nationalfonds. Gleichzeitig misst das FiBL dem Dialog mit der Praxis eine hohe Bedeutung zu, und es stellt umfangreiche Informationen wie Videos, Merkblätter, Handbücher und spezialisierte Websites zur Verfügung.
Weitere wichtige Etappen seit 1990 sind die Sicherung bzw. Erhöhung der finanziellen Unterstützung des FiBL durch den Schweizerischen Bund (Leistungsauftrag an das FiBL).
Niggli setzte sich stark für den Umzug des FiBL von Oberwil, Kanton Basel-Landschaft, nach Frick, Kanton Aargau, ein, nachdem die dort ansässige Landwirtschaftsschule 1996 geschlossen wurde. Weitere Meilensteine waren die Einweihung des neuen Laborgebäudes 2007 durch den damaligen FiBL-Stiftungsratspräsidenten und Alt-Bundesrat Otto Stich sowie die Planung des FiBL-Campus, welcher seit 2017 mit Geldern des Lotteriefonds des Kantons Aargau angegangen wird.
Das FiBL hat sich zu einem Institut von starker nationaler Ausstrahlung entwickelt, von welchem viele wichtige Impulse für den Biolandbau ausgehen. So wurde beispielsweise 1999 die Bioinspecta, die grösste Schweizer Biokontrollstelle, gegründet. Diese ist aus dem 1990 gegründeten FiBL-Kontrolldienst hervorgegangen. Bis heute ist das FiBL der grösste Anteilseigener und Niggli im Verwaltungsrat vertreten.
Ein weiterer Meilenstein war die 13. Biolandbau-Weltkonferenz IFOAM (2000), um deren Durchführung sich Niggli 1998 auf der 12. Biolandbaukonferenz in Mar del Plata, Argentinien, für das FiBL bewarb. Die Konferenz mit dem Motto „The World Grows Organic“, welche vom 28. August bis 2. September 2000 in Basel stattfand, hat die internationale Ausstrahlung des FiBL stark beflügelt.

## Institutionelle Stärkung des Biolandbaus in Europa und weltweit
In der Folge der Biolandbau-Weltkonferenz IFOAM 2000 wurde die internationale Arbeit des FiBL stark ausgebaut, und das FiBL konnte wichtige Strukturen zur Entwicklung des Biolandbaus schaffen. So entstanden in den 2000er Jahren zwei unabhängige FiBL-Standorte: 2000 FiBL Deutschland und 2004 FiBL Österreich. 2017 wurde FiBL Europe, die Vertretung aller FiBL in Brüssel, gegründet. Urs Niggli war dessen erster Präsident und ausserdem in den Vorständen von FiBL Deutschland und FiBL Österreich vertreten.  Seit Juni 2020 ist er Obmann von FiBL Österreich.  2011 wurde das ungarische Forschungsinstitut für biologischen Landbau ÖMKI und 2016 die FiBL-Zweigstelle Frankreich im Département Drôme ins Leben gerufen.
Auch engagierte sich Urs Niggli stark für die internationale Zusammenarbeit in der Biolandbauforschung. Zusammen mit Ulrich Köpke, damals Leiter des Instituts für Organischen Landbau an der Universität Bonn, begründete er 2003 die Internationale Gesellschaft der Forschung im ökologischen Landbau (ISOFAR). Weiterhin initiierte Niggli 2007 die Gründung der Technologieplattform TP Organics, deren erste Versammlung 2007 im elsässischen Hagenthal-le-Bas stattfand. Unter Nigglis Federführung entstand 2008 die Vision von TP Organics, in welcher die Herausforderungen und Bedarfe der Biolandbauforschung in Europa aufgeführt werden. Inzwischen ist TP Organics zu einer wichtigen Institution geworden, die die Anliegen des Biolandbaus in EU-Forschungsrahmenprogramme einbringt. 2011 initiierte Niggli das internationale Pendant zu TP Organics, nämlich TIPI, die Technologie-Innovationsplattform von IFOAM – Organics International (Internationale Vereinigung Ökologischer Landbaubewegungen).

## Lehr- und beratende Tätigkeiten
Seit 1994 ist Niggli Lehrbeauftragter an der Eidgenössischen Technischen Hochschule (ETH) Zürich, an der er verschiedene Vorlesungen zum Biolandbau anbietet. Seit 2009 ist er Honorarprofessor an der Universität Kassel, Fachbereich Ökologische Agrarwissenschaften, wo er Vorlesungen zum Thema EU-Agrarpolitik hält. Im Jahr 2012 wurde ihm die Ehrendoktorwürde der Estnischen Universität der Umweltwissenschaften in Tartu verliehen und 2019 wurde er zum Honorarprofessor an der Landwirtschaftlichen Universität Chinas in Beijing ernannt.
2014 wurde Niggli mit der Leitung der Peer-Review der landwirtschaftlichen Forschung an den niedersächsischen Hochschulen und Universitäten beauftragt, welche 2015 abgeschlossen wurde.

## Veröffentlichungen
Urs Niggli hat zahlreiche Publikationen zu den Themen Bodenfruchtbarkeit, Biodiversität, nachhaltige Landwirtschaft und Ernährung in führenden peer-reviewten Zeitschriften publiziert.
Viele seiner Publikationen haben wichtige Entwicklungen des Biolandbaus initiiert oder kritisch begleitet. Hierzu gehört zum Beispiel die Vision der europäischen Technologieplattform TP Organics („Vision for an Organic Food and Farming Research Agenda to 2025“), mit welcher erstmals ein Zukunftsbild für die europäische Biolandbauforschung entworfen wurde und der Forschungsbedarf zum biologischen Landbau europaweit dargelegt wurde. Ebenfalls zu nennen ist das Papier „Bio 3.0 – mit Bio zu einer modernen nachhaltigen Landwirtschaft“ – ein Strategiepapier zur Weiterentwicklung des Biolandbaus. Dieses hat eine Arbeitsgruppe mit Vertretern der deutschen, österreichischen und Schweizer Bioverbände unter der Federführung von Urs Niggli erarbeitet.

## Aktuelle Ämter und Mitgliedschaften
- Präsident des Instituts für Agrarökologie, einem unabhängigen Forschungs- und Beratungsinstitut zur nachhaltigen Landwirtschaft mit Sitz in Aarau in der Schweiz[23]
- Obmann von FiBL Österreich
- Mitglied der Steuerungsgruppe Nachhaltigkeitsforschung der Akademie der Naturwissenschaften Schweiz (SCNAT)[24]
- Mitglied des Schweizerischen FAO-Komitees (CNS-FAO)[25]
- Honorarprofessor an der Universität Kassel-Witzenhausen
- Honorarprofessor an der Landwirtschaftlichen Universität China

Siehe auch persönliche Homepage von Urs Niggli.

## Ehrungen
- 2012: Verleihung der Ehrendoktorwürde der Estnischen Universität der Umweltwissenschaften, Tartu, Estland[27]
- 2008: Prix Bio der Bioterra für Verdienste um den Biolandbau in der Schweiz[28][Anmerkung 1]
- 2023: Klipstein Wissenschaftspreis[29]

## Kontroverse um CRISPR/Cas
In einem Interview in der taz äusserte sich Niggli im April 2016 über die Methode CRISPR/Cas in Bezug auf Pflanzenzüchtung. Darin wies er auf mögliche Risiken der CRISPR/Cas-Methode hin, sprach ihr aber auch ein großes Potential zu und bezog einige Positionen, die denen der Biobranche widersprechen. Darauf folgte eine kritische Stellungnahme von Hans-Joachim Bannier, einem bekannten Mitglied des Pomologen-Vereins.
Den Entscheid des europäischen Gerichtshofs vom Juli 2018, dass die neuen Züchtungsmethoden unter die Gentechnikgesetzgebung fallen, wertete Niggli als positiv, da das Vorsorgeprinzip sehr stark gewichtet werde, zumal der Stellenwert des Vorsorgeprinzips bei anderen landwirtschaftlichen Technologien unterentwickelt sei. Dazu gehörten zum Beispiel die Anwendungen von Pflanzenschutzmitteln, von Stickstoff- und Phosphordüngern und die Verwendung von Antibiotika, wo die Schäden heute überdeutlich sichtbar seien, so Niggli. Er vertritt aber die dezidierte Meinung, dass bei Diskussionen Risiken und Potentiale objektiv gewichtet werden müssen.